# Радождево
Радо́ждево — деревня в Сухиничском районе Калужской области, административный центр муниципального образования Сельское поселение «Деревня Радождево».

## География
Расположена по берегам реки Коща притока Жиздры, в 9 километрах на юг от районного центра — города Сухиничи.

## Население
| 2002 | 2010 |
| ---- | ---- |
| 198  | ↗206 |

## Климат
Умеренно-континентальный с выраженными сезонами года: умеренно жаркое и влажное лето, умеренно холодная зима с устойчивым снежным покровом. Средняя температура июля +18 °C, января −9 °C. Теплый период длится в среднем около 220 дней.

## История
В прошлом село Стреленской волости Козельского уезда. В 1782 году состояло из двух господских усадеб с крестьянскими домами. Первая — на левом берегу реки Радождевки помещика А. Д. Ладыженского (6 дворов, 28 крепостных), а вторая на правом — И. И. Ергольского (28 дворов, 225 крепостных).
В 1793 году помещицей Ладыженской была возведена деревянная церковь с колокольней во имя Сергия Радонежского.
В 1859 году в селе числилось 190 человек при 27 дворах. В первой половине XIX века была открыта церковно-приходская школа. Через село проходила Болховская транспортная дорога, работал один небольшой завод. В XIX веке село принадлежало отставному военному Александру Павловичу Запольскому, женатому вторым браком на Прасковье Алексеевне Бибиковой.
К 1914 году в селе Радождево Стреленской волости Козельского уезда постоянно проживало 157 человек, из которых 85 женщин и 72 мужчины. Работала церковно-приходская школа.
В годы Великой Отечественной войны, в 1942—1943 годах в селе размещался штаб 16 армии РККА.
В 1950—1980 годах в Радождево находилась центральная усадьба колхоза им. Кирова.

## Комментарии
1. ↑  Каждая из которых  именовалась тогда подсельцо[5].

## Публицистика
- Юлия Пионтковская. Теперь здесь бродят мрак и печаль... // Весть : газета. — 2010. — 8 апреля.